# Yuina Kaneko
Yuina Kaneko, född 23 juni 2003, är en japansk fäktare som tävlar i sabel.

## Karriär
Vid asiatiska mästerskapen 2025 i Bali tog Kaneko guld i lagtävlingen i sabel tillsammans med Misaki Emura, Seri Ozaki och Yui Sano.